# Lilla Skiren (Risinge socken, Östergötland)
Lilla Skiren är en sjö i Finspångs kommun i Östergötland och ingår i Motala ströms huvudavrinningsområde. Sjön är 8 meter djup, har en yta på 0,231 kvadratkilometer och är belägen 77,2 meter över havet.

## Delavrinningsområde
Lilla Skiren ingår i det delavrinningsområde (651506-149859) som SMHI kallar för Inloppet i Stora Skiren. Medelhöjden är 74 meter över havet och ytan är 5,56 kvadratkilometer. Det finns inga avrinningsområden uppströms utan avrinningsområdet är högsta punkten. Vattendraget som avvattnar avrinningsområdet har biflödesordning 3, vilket innebär att vattnet flödar genom totalt 3 vattendrag innan det når havet efter 43 kilometer. Avrinningsområdet består mestadels av skog (77 procent). Avrinningsområdet har 1,25 kvadratkilometer vattenytor vilket ger det en sjöprocent på 22,5 procent.